# Охира, Хидэ
Хидэ Охира (яп. 大平英; 15 сентября 1880 года, Японская империя — 9 мая 1995 года, Вакаяма, Япония) — японская супердолгожительница. Несмотря на то, что Хидэ Охира достигла почтенного возраста (114 лет и 236 дней), она никогда не была самым старым ныне живущим человеком в Японии, поскольку в то время была жива Танэ Икаи, которая была старше Хидэ Охиры на полтора года. По состоянию на июнь 2025 года Хидэ Охира входит в сотню старейших полностью верифицированных людей в истории.

## Рекорды долголетия
- Была последней японкой, рождённой в 1880 году.
- На момент смерти была вторым старейшим живущим человеком в Японии.
- Входит в список 15 старейших японцев в истории.